# نورون حرکتی گاما
نورون حرکتی گاما (به انگلیسی: Gamma motor neuron) به فیبرهای دوک عضلانی عضلات اسکلتی عصب رسانی می‌کند.این نورون‌ها در نخاع همانند نورون حرکتی آلفا از شاخ پیشین نخاع منشاء می‌گیرند و از طریق اعصاب نخاعی به عضلات می روند.نورون‌های حرکتی آلفا، فیبرهای عضلانی خارج دوکی(Extrafusal muscle fibers) را عصب رسانی می‌کنند و در انقباض عضلات اسکلتی نقش دارد و نورون‌های حرکتی گاما که از نظر اندازه از نورون‌های حرکتی آلفا کوچکترند، فیبرهای عضلانی داخل دوکی(Intrafusal muscle fibers) را عصب دهی می‌کنند.نورون‌های حرکتی گاما، پیام‌های عصبی خود را از راه فیبرهای عصبی نوع A-گاما انتقال می دهند و قطر متوسط این نورون‌ها 5 میکرون بوده و سرعت هدایت آن‌ها بین 10 الی 45 متر بر ثانیه است.

## انواع نورون حرکتی گاما
- گاما موتور نورون دینامیک.این نورون‌ها فیبرهای هسته دار کیسه‌ای یک[۱] دوک عضلانی را عصب دهی می‌کنند.
- گاما موتور نورون استاتیک.نورون‌های گامای استاتیک، فیبرهای هسته دار زنجیری[۲] و کیسه‌ای دو[۳] دوک عضلانی را عصب رسانی می‌کنند.

## عملکرد و نقش نورون‌های حرکتی گاما
نورون‌های حرکتی گاما باعث انقباض فیبرهای دوک عضلانی می گردند.انقباض فیبرهای دوک عضلانی عامل تحریک فیبرهای حسی Ia و II است.گاما موتور نورون استاتیک در انقباض فیبرهای داخل دوکی با زنجیر هسته‌ای و Bag2 نقش دارد و که این خود تحریک آوران‌های حسی II (پایانه ثانویه)را به همراه دارد.گاما موتور نورون دینامیک، انقباض فیبرهای داخل دوکی Bag1 را ایجاد می‌کند و در نتیجه منجربه تحریک فیبرهای حسی Ia(پایانه اولیه)می گردند.تحریک نورون‌های حسی عضلات(پایانه‌های اولیه و ثانویه)منجربه تحریک نورون‌های حرکتی آلفا می‌شود که در نهایت باعث انقباض عضلات اسکلتی می گردد.
به‌طورکلی، گاما موتور نورون ها، دوک‌های عضلانی را در فعالیت‌های ارادی تحریک می‌کنند و در نتیجه پایانه‌های حسی عضلانی(Ia و II )نیز تحریک می‌شوند و تقریباً هم‌زمان با آنها، نورون‌های حرکتی آلفا نیز جهت انقباض عضلانی فعال می گردند که به این مسیر عصبی حلقه گاما(Gamma loop) می گویند.البته نورون‌های حرکتی گاما و آلفا خود تحت تأثیر راه‌های حرکتی نزولی از قشر مغز و تنه مغزی(ساقه مغز)قرار دارند.بدین ترتیب، فعالیت ارادی و بسیاری از حرکات هماهنگ انسان به فعال شدن هم‌زمان نورون‌های حرکتی آلفا و گاما وابسته است که به آن هم فعالیتی آلفا-گاما می گویند.نورون‌های حرکتی گاما بین نورون‌های حرکتی آلفا در نخاع پراکنده شده‌اند.آنها تحت کنترل راه‌های فوق نخاعی(راه هرمی و راههای خارج هرمی) و همچنین راه پروپریواسپاینال(Propriospinal tract) قرار دارند.